# Historia del miedo
Historia del miedo es una película dramática argentina de 2014 dirigida por Benjamín Naishtat. La película tuvo su estreno en la sección de competencia del 64.º Festival Internacional de Cine de Berlín.

## Reparto
- Jonathan Da Rosa como Pola
- Tatiana Giménez como Tati
- Mirella Pascual como Teresa
- Claudia Cantero como Edith
- Francisco Lumerman como Camilo
- César Bordón como Carlos
- Valeria Lois como Beatriz
- Elsa Bloise como Amalia
- Edgardo Castro como Marcelo